# Boston Marathon 1926
De Boston Marathon 1926 werd gelopen op maandag 19 april 1926. Het was de 30e editie van deze marathon. De Canadees Johnny Miles kwam als eerste over de finish in 2:25.40,4, gevolgd door de Fin Albin Stenroos in 2:29.40. Het was een zeldzaam feit dat twee buitenlanders met de hoogste eer gingen strijken, want over het algemeen werd de marathon in Boston beheerst door de Amerikanen.
Het parcours was nog steeds te kort. Hoewel het inmiddels was verlengd van 38,51 km tot ongeveer 40 km, was het nog steeds korter dan de sinds de Olympische Spelen van 1908 gevestigde opvatting, dat de marathon een lengte van 42,195 km hoorde te hebben.

## Uitslag
| rang   | naam                      | land | tijd      |
| ------ | ------------------------- | ---- | --------- |
| Goud   | Johnny Miles              | CAN  | 2:25.40,4 |
| Zilver | Albin Stenroos            | FIN  | 2:29.40   |
| Brons  | Clarence DeMar            | USA  | 2:32.15   |
| 4      | Albert Michelson          | USA  | 2:34.03   |
| 5      | Henning Waldemar Carlsson | SWE  | 2:40.35   |
| 6      | Yrjo Korholin(Karl)Koski  | FIN  | 2:41.22   |
| 7      | Nestor Erickson           | FIN  | 2:42.35   |
| 8      | William Kennedy           | USA  | 2:44.01   |
| 9      | J. Foxcraft Carleton      | USA  | 2:44.20   |
| 10     | Arthur Scholes            | CAN  | 2:48.14   |

1897 ·
1898 ·
1899 ·
1900 ·
1901 ·
1902 ·
1903 ·
1904 ·
1905 ·
1906 ·
1907 ·
1908 ·
1909 ·
1910 ·
1911 ·
1912 ·
1913 ·
1914 ·
1915 ·
1916 ·
1917 ·
1918 ·
1919 ·
1920 ·
1921 ·
1922 ·
1923 ·
1924 ·
1925 ·
1926 ·
1927 ·
1928 ·
1929 ·
1930 ·
1931 ·
1932 ·
1933 ·
1934 ·
1935 ·
1936 ·
1937 ·
1938 ·
1939 ·
1940 ·
1941 ·
1942 ·
1943 ·
1944 ·
1945 ·
1946 ·
1947 ·
1948 ·
1949 ·
1950 ·
1951 ·
1952 ·
1953 ·
1954 ·
1955 ·
1956 ·
1957 ·
1958 ·
1959 ·
1960 ·
1961 ·
1962 ·
1963 ·
1964 ·
1965 ·
1966 ·
1967 ·
1968 ·
1969 ·
1970 ·
1971 ·
1972 ·
1973 ·
1974 ·
1975 ·
1976 ·
1977 ·
1978 ·
1979 ·
1980 ·
1981 ·
1982 ·
1983 ·
1984 ·
1985 ·
1986 ·
1987 ·
1988 ·
1989 ·
1990 ·
1991 ·
1992 ·
1993 ·
1994 ·
1995 ·
1996 ·
1997 ·
1998 ·
1999 ·
2000 ·
2001 ·
2002 ·
2003 ·
2004 ·
2005 ·
2006 ·
2007 ·
2008 ·
2009 ·
2010 ·
2011 ·
2012 ·
2013 ·
2014 ·
2015 ·
2016 ·
2017 ·
2018 ·
2019 ·
2020 ·
2021 ·
2022